# Геодекян, Артём Арамович
Артём Арамович Геодекян (18 апреля 1914 года, Ардахан, Карсская область, Российская империя — 9 июля 1997 года, Москва, Россия) — советский геолог, геохимик, специалист в области геологии и геохимии нефти и газа, член-корреспондент АН СССР (1979).

## Биография
Родился 18 апреля 1914 года в г. Ардахане Карсской области.
В 1932 году — окончил Закавказский геологоразведочный техникум, после чего работал геологом в тресте «Грузнефть».
С 1935 года работал в Институте геологии и разработки горючих ископаемых АН СССР и продолжил свое образование в Московском нефтяном институте имени Губкина, который окончил в 1940 году, после чего был направлен в Государственную спецконтору «Нефтегазосъемка» министерства нефтяной промышленности СССР. Являясь начальником конторы, непосредственно участвовал в разработке и внедрении новых геохимических методов разведки месторождений в Азербайджане, Башкирии, Грузии.
С 1950 по 1953 годы — работал старшим геологом в Управлении нефтяной промышленности Госплана СССР.
С 1953 года — работал в научных институтах: Институте нефти АН СССР, Институте геологии и разработки горючих ископаемых АН СССР, Институте океанологии имени П. П. Ширшова АН СССР (с 1967 года).
Являлся заместителем директора Института океанологии, руководителем лабораторией, а впоследствии отделом нефтегазоносности Мирового океана.
В 1965 году — защитил докторскую диссертацию, в 1970 году — присвоено учёное звание профессора.
Умер 9 июля 1997 года в Москве. Урна с прахом захоронена в закрытом колумбарии Нового Донского кладбища.

## Научная деятельность
Специалист в области геологии и геохимии нефти и газа.
Занимался изучением геохимии природных газов Восточного Предкавказья, Западной Туркмении, Азербайджана, где особо уделил внимание уникальной по масштабам осадконакопления и нефтегазоносности Южно-Каспийской области прогибания, что позволило позволило составить баланс органического вещества, нефти и газа, условия образования углеводородов, региональной миграции нефти, формирования месторождений, впервые дать количественную оценку процессов нефтегазообразования в недрах.
Также занимался исследованием нефтегазоносности акваторий. По его инициативе в СССР создано новое историко-генетическое направление изучения акваторий, связанное с выяснением и обоснованием закономерностей развития процессов нефтегазообразования под дном морей и океанов и количественной оценкой нефтегазоматеринского потенциала подводных недр. Под его научным руководством работы подобной направленности были проведены в специализированных экспедициях на Каспийском, Балтийском, Чёрном, Норвежском, Гренландском, Охотском и Беринговом морях, в ряде глубоководных районов Атлантического, Индийского и Тихого океанов. В результате были выявлены крупные очаги генерации углеводородов, определены условия формирования оптимальных зон нефтегазообразования, проведено нефтегазогенетическое районирование недр ряда акваторий.
На базе полученного обширного материала и собственного экспедиционного опыта им был предложен рациональный комплекс специализированных геолого-геофизических и геохимических, направленных на эффективное изучение перспектив нефтегазоносности акваторий.
Автор более 200 научных трудов, активный участник работы всесоюзных геологических совещаний и международных конгрессов.
Председатель Секции наук о Земле Президиума РАН, член бюро Отделения геологии, геофизики и геохимии РАН, руководитель межведомственного совета по прямым геохимическим методам поиска нефти и газа, член многих научных советов и межведомственных комиссий.

## Награды
- Орден Трудового Красного Знамени (1971, 1975)
- Орден Дружбы народов (1981)
- Орден Октябрьской революции (1986)
- Медаль «За доблестный труд в Великой Отечественной войне 1941—1945 гг.» (1946)
- Звание «Почётный нефтяник»
- медали